# Gordon Mitchell
Charles Allen Pendleton, cunoscut ca Gordon Mitchell, (n. 29 iulie 1923, Colorado, SUA – d. 20 septembrie 2003, Marina del Rey⁠(d), Comitatul Los Angeles, California, SUA) a fost un actor și culturist american. A apărut în peste 200 filme de categoria B. 

## Filmografie
- Prizonier de război (1954) - Bit Role (nemenționat)
- Omul cu mâna de aur (1955) - Police Officer (nemenționat)
- Cele zece porunci (1956) - Egyptian Guard (nemenționat)
- Ocolul Pământului în 80 de zile (1956) - Extra (nemenționat)
- The Spirit of St. Louis (1957) - (nemenționat)
- The Enemy Below (1957) - German Sailor (nemenționat)
- The Young Lions (1958) - Minor Role (nemenționat)
- The Buccaneer (1958) - Pirate (nemenționat)
- Rio Bravo (1959) - Bar Cowboy Watching Fistfight (nemenționat)
- Li'l Abner (1959) - Muscleman Rufe (nemenționat)
- Spartacus (1960) - Gladiator (nemenționat)
- Maciste nella terra dei ciclopi (1961) - Maciste (ca Mitchell Gordon)
- The Centurion (1961) - Gen. Metellus
- The Giant of Metropolis (1961) - Obro
- Vulcan, Son of Jupiter (1962) - Pluto
- Julius Caesar Against the Pirates (1962) - Hamar, the Pirate
- Kerim, Son of the Sheik (1962) - Yussuf
- Invasion 1700 (1962) - Ulrich
- The Fury of Achilles (1962) - Achilles
- Brennus, Enemy of Rome (1963) - Brennus
- Seven Slaves Against the World (1964) - Balisten
- The Revenge of Spartacus (1964) - Arminio
- Ali Baba and the Seven Saracens (1964) - Omar
- Erik, il vichingo (1965) - Sven / Bjarni
- Treasure of the Petrified Forest (1965) - Hunding
- La vendetta di Lady Morgan (1965) - Roger
- Hercules and the Princess of Troy (1965) - Pirate Captain
- 3 Bullets for Ringo (1966) - Frank Sanders
- Star Pilot (1966) - Murdu
- Thompson 1880 (1966) - Glenn Sheppard
- Kill or Be Killed (1966) - Baltimore Joe
- È mezzanotte... butta giù il cadavere (1966) - Van Himst
- L'estate (1966) - Rolul său
- Born to Kill (1967) - Roose
- Death on the Run (1967) - The Albanian
- Reflections in a Golden Eye (1967) - Stable Sergeant
- John the Bastard (1967) - Danite
- Phenomenal and the Treasure of Tutankhamen (1968) - Gregory Falco
- Sapevano solo uccidere (1968) - Clayton
- Cin cin... cianuro (1968) - Al Rubino
- Beyond the Law (1968) - Burton
- The Killer Likes Candy (1968) - Toni
- All on the Red (1968) - Erikson
- Radhapura - Endstation der Verdammten (1968) - Alfredo
- Rita of the West (1968) - Silly Bull
- Trusting Is Good... Shooting Is Better (1968) - Roy Fulton
- Cry of Death (1968) - Donkey / Morgan Pitt
- Seven Times Seven (1968) - Big Ben
- Hour X Suicide Patrol (1969) - Sgt. Orwell Smith
- Fellini Satyricon (1969) - Robber
- Sartana the Gravedigger (1969) - Deguejo
- Lisa dagli occhi blu (1969) - Football player
- The Arizona Kid (1970) - Coyote
- Django and Sartana Are Coming... It's the End (1970) - Black Burt Keller / Burt Kelly
- Dead Men Don't Make Shadows (1970) - Roger Murdock
- Io non spezzo... rompo (1971) - Joe il Rosso
- Tre nel mille (1971)
- Se t'incontro t'ammazzo (1971) - Chris Forest
- A Barrel Full of Dollars (1971) - John
- Giù le mani... carogna! (Django Story) (1971) - Buck Bradley
- Let's Go and Kill Sartana (1971) - Greg "The Crazy Person"
- Drummer of Vengeance (1971) - Deputy Norton
- Le Saut de l'ange (1971) - Henry Di Fusco
- Il suo nome era Pot (1971) - Ray Potter
- A Fistful of Death (1971) - Ironhead Donovan / Testa di Ferro
- Savage Guns (1971) - Gordon Mitchell (nemenționat)
- Un uomo chiamato Dakota (1972) - Dakota
- The Big Bust Out (1972) - El Kadir
- Magnificent West (1972) - Martin
- Casa d'appuntamento (1972) - Man in Nightclub (nemenționat)
- Go Away! Trinity Has Arrived in Eldorado (1972) - Jonathan Duke
- Frankenstein 80 (1972) - Dr. Otto Frankenstein
- Situation (1972) - Gordon
- Allegri becchini… arriva Trinità (1972) - Marvin
- Anything for a Friend (1973) - Miller
- Quando i califfi avevano le corna... (1973) - Caliph married to the Queen
- My Darling Slave (1973) - Von Thirac
- Once Upon a Time in the Wild, Wild West (1973) - Mike
- Pan (1973)
- Dagli archivi della polizia criminale (1973) - Peter Wilcox
- My Name Is Shanghai Joe (1973) - Burying Sam
- Frankenstein's Castle of Freaks (1974) - Igor
- Una donna per 7 bastardi (1974) - Gordon
- The Godfather Squad (1974) - Son of Carrol
- Il domestico (1974) - General Von Werner
- Dört hergele (1974) - Margherito
- Anasinin Gozu (1974)
- Yankesici (1975)
- Seven Devils on Horseback (1975) - Cooper
- La pelle sotto gli artigli (1975) - Professor Helmut
- Due Magnum .38 per una città di carogne (1975) - Renato Proietti
- Tiger from River Kwai (1975) - Jack Mason
- Le Ricain (1975) - Mike
- La polizia ordina: sparate a vista (1976) - David
- L'unica legge in cui credo (1976) - Geo (nemenționat)
- Kaput Lager - Gli ultimi giorni delle SS (1977) - Kommandant von Stolzen
- Oil! (1977) - Burt
- Natascha - Todesgrüße aus Moskau (1977) - Gooming
- Gli uccisori (1977) - Pablo
- Zanna Bianca e il grande Kid (1977) - Morgan
- Pugni, dollari e spinaci (1978) - Frank Stilo
- Ishyri dosi... sex (1978)
- A Very Special Woman (1979) - Gordon
- Strategia per una missione di morte (1979) - Paul
- Dr. Jekyll Likes Them Hot (1979) - Pretorius
- Porno erotico western (1979)
- I mavri Emmanouella (1980) - Robert / Factory manager
- Holocaust parte seconda: i ricordi, i deliri, la vendetta (1980) - Felix Oppenheimer
- The Umbrella Coup (1980) - Moskovitz, le tueur
- The Iron Hand of the Mafia (1980) - Don Nicola
- Febbre a 40! (1980) - Sandy's Husband
- Trois filles dans le vent (1981) - Gordon Mitchell
- Inchon (1981) - GHQ Officer (nemenționat)
- Kopfschuß (1981) - Maserati
- La dottoressa preferisce i marinai (1981) - The killer
- Vai avanti tu che mi vien da ridere (1981) - Il killer
- Kirmizi kelebek (1982) - Brado
- Rush (1983) - Yor
- Endgame (1983) - Col. Morgan
- Se tutto va bene siamo rovinati (1983) - Jack Volpetti
- She (1984) - Hector
- Treasure of the Lost Desert (1984) - Dealer
- Diamond Connection (1984) - Harry / Abdul Pasha
- Ricordi (1984)
- White Fire (1985) - Olaf
- Operation Nam (1986) - Col. Mortimer
- Le miniere del Kilimangiaro (1986) - Rolf
- Three Men on Fire (1986)
- Commando Invasion (1986) - General MacMoreland
- Evil Spawn (1987) - Dan Thorn
- SFX Retaliator (1987) - Morgan
- Overdose (1987) - Costa
- Cross of the Seven Jewels (1987) - Black Mass Leader
- Faida (1988) - Prete
- La tempesta (1988)
- Blood Delirium (N/A) - Hermann
- Bikini Drive-In (1995) - Goliath
- An Enraged New World (2002) - Gen. Murchison
- Malevolence (2004) - Capo Fabrizio De Martino
- Die to Live - Das Musikill (2004) - Himself (final film role)